# Troisième circonscription de la Somme
La troisième circonscription de la Somme est l'une des cinq circonscriptions législatives françaises que compte le département de la Somme (80) situé en région Hauts-de-France.

## Description géographique et démographique
Créée en 1958 pour la Ire législature de la Cinquième République, elle fut redécoupée en 1986 et en 2010.

### 1958-1986

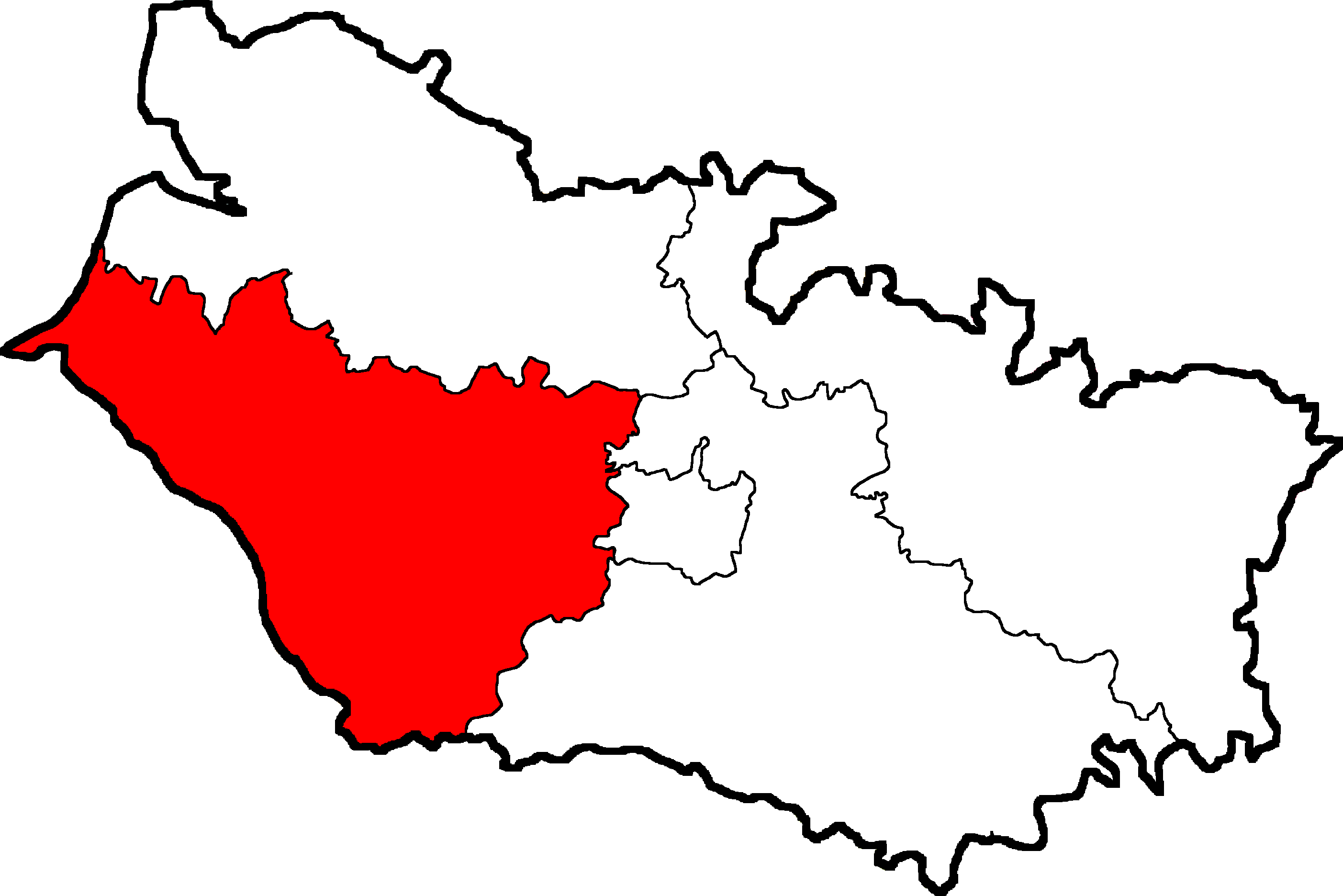
Circonscription de 1958 à 1986.

Par ordonnance du 13 octobre 1958 relative à l'élection des députés à l'Assemblée nationale, la première circonscription est créée et est délimitée par les cantons suivants :
- Canton d'Ault
- Canton de Gamaches
- Canton d'Hallencourt
- Canton de Hornoy-le-Bourg
- Canton de Molliens-Dreuil
- Canton de Moyenneville
- Canton d'Oisemont
- Canton de Picquigny
- Canton de Poix-de-Picardie
- Canton de Friville-Escarbotin (canton crée en 1985)

### 1988-2012

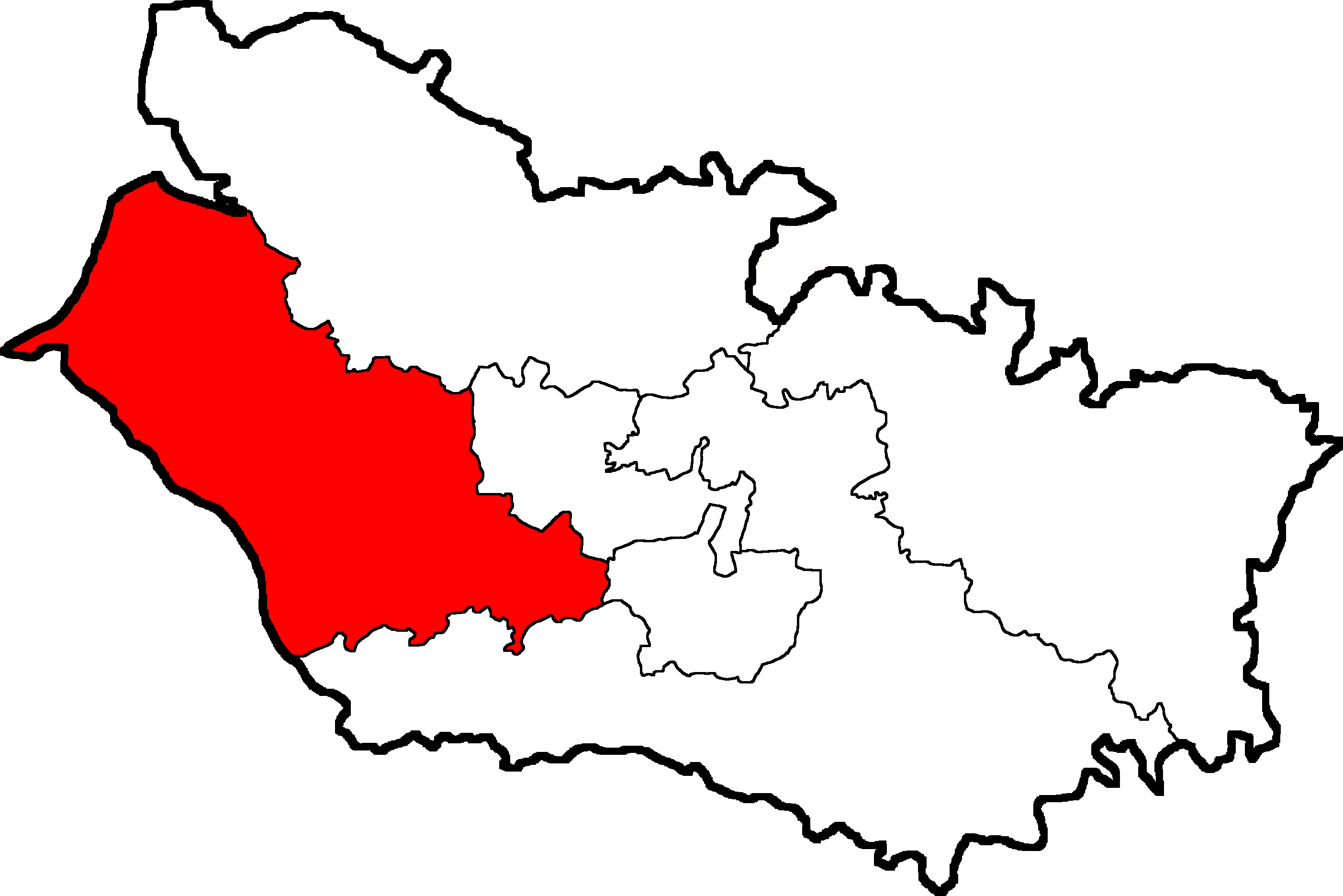
Circonscription de 1988 à 2012.

Pour l'élection législative de 1988, la troisième circonscription de la Somme est délimitée par le découpage électoral de la loi n°86-1197 du 24 novembre 1986
. Elle regroupe les divisions administratives suivantes :
- Canton d'Ault
- Canton de Friville-Escarbotin
- Canton de Gamaches
- Canton d'Hallencourt
- Canton de Hornoy-le-Bourg
- Canton de Molliens-Dreuil
- Canton de Moyenneville
- Canton d'Oisemont
- Canton de Saint-Valery-sur-Somme

Ainsi, le cantons de Saint-Valery-sur-Sommeintègre la circonscription tandis que le canton de Picquigny est rattaché à la première circonscription et celui de Poix-de-Picardie à la sixième circonscription.
D'après le recensement général de la population en 1999, réalisé par l'Institut national de la statistique et des études économiques (INSEE), la population totale de cette circonscription est estimée à 83436 habitants,.

### Depuis 2012

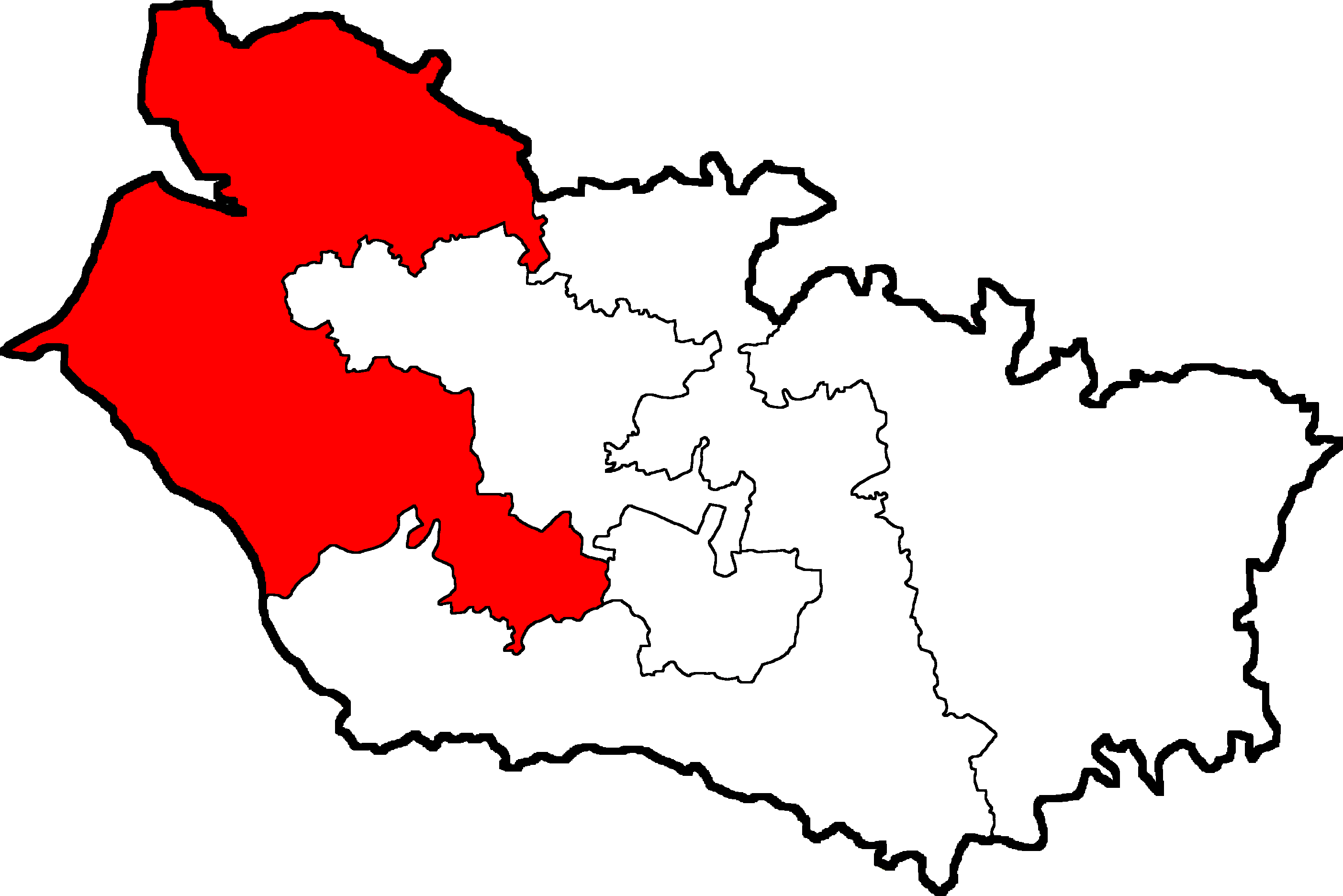
Circonscription depuis 2012.

Depuis 2010, la circonscription est redécoupée tandis que le département perd un député pour la prochaine élection législative de 2012. Elle incorpore désormais 
. Mers-Les-Bains
- Canton d'Ault
- Canton de Crécy-en-Ponthieu
- Canton de Friville-Escarbotin
- Canton de Gamaches
- Canton d'Hallencourt
- Canton de Molliens-Dreuil
- Canton de Moyenneville
- Canton de Nouvion
- Canton d'Oisemont
- Canton de Rue
- Canton de Saint-Valery-sur-Somme

Ainsi, les cantons de Crécy-en-Ponthieu, de Nouvion et de Rue intègrent la circonscription tandis que le canton de Hornoy-le-Bourg est rattaché à la quatrième circonscription.

## Historique des députations

### 1958 - 1986
| Législature | Début de mandat | Fin de mandat  | Député           | Parti politique | Observations                                                                               |
| ----------- | --------------- | -------------- | ---------------- | --------------- | ------------------------------------------------------------------------------------------ |
| Ire         | 9 décembre 1958 | 9 octobre 1962 | Marcelle Delabie | Radical         | Mandat écourté à la suite d'une dissolution parlementaire décidée par Charles de Gaulle.   |
| IIe         | 6 décembre 1962 | 2 avril 1967   | Michel Couillet  | PCF             |                                                                                            |
| IIIe        | 3 avril 1967    | 30 mai 1968    | Michel Couillet  | PCF             | Mandat écourté à la suite d'une dissolution parlementaire décidée par Charles de Gaulle.   |
| IVe         | 11 juillet 1968 | 1er avril 1973 | Charles Bignon   | UDR             |                                                                                            |
| Ve          | 2 avril 1973    | 2 avril 1978   | Charles Bignon   | UDR             |                                                                                            |
| VIe         | 3 avril 1978    | 22 mai 1981    | Michel Couillet  | PCF             | Mandat écourté à la suite d'une dissolution parlementaire décidée par François Mitterrand. |
| VIIe        | 2 juillet 1981  | 1er avril 1986 | Michel Couillet  | PCF             |                                                                                            |

### 1988 - 2012
| Législature | Début de mandat | Fin de mandat  | Député           | Parti politique | Observations                                                                          |
| ----------- | --------------- | -------------- | ---------------- | --------------- | ------------------------------------------------------------------------------------- |
| IXe         | 23 juin 1988    | 1er avril 1993 | Pierre Hiard     | PS              |                                                                                       |
| Xe          | 2 avril 1993    | 21 avril 1997  | Jérôme Bignon,   | RPR,            | Mandat écourté à la suite d'une dissolution parlementaire décidée par Jacques Chirac. |
| XIe         | 12 juin 1997    | 18 juin 2002   | Vincent Peillon, | PS,             |                                                                                       |
| XIIe        | 19 juin 2002    | 19 juin 2007   | Jérôme Bignon,   | UMP,            |                                                                                       |
| XIIIe       | 20 juin 2007    | 19 juin 2012   | Jérôme Bignon    | UMP             |                                                                                       |

### Depuis 2012
| Législature | Début de mandat | Fin de mandat | Député              | Parti politique | Observations                                                                           |
| ----------- | --------------- | ------------- | ------------------- | --------------- | -------------------------------------------------------------------------------------- |
| XIVe        | 20 juin 2012    | 20 juin 2017  | Jean-Claude Buisine | PS              |                                                                                        |
| XVe         | 21 juin 2017    | 21 juin 2022  | Emmanuel Maquet     | LR              |                                                                                        |
| XVIe        | 22 juin 2022    | 9 juin 2024   | Emmanuel Maquet     | LR              | Mandat écourté à la suite d'une dissolution parlementaire décidée par Emmanuel Macron. |
| XVIIe       | 8 juillet 2024  | En cours      | Matthias Renault    | RN              |                                                                                        |

## Historique des élections

### Jusqu'en 1986

#### Élections de 1958
| Candidat           | Candidat             | Parti          | Premier tour | Premier tour | Second tour | Second tour |  |
| Candidat           | Candidat             | Parti          | Voix         | %            | Voix        | %           |  |
| ------------------ | -------------------- | -------------- | ------------ | ------------ | ----------- | ----------- |  |
|                    | Marcelle Delabie élu | Radsoc         | 14 178       | 30,28        | 16 419      | 34,38       |  |
|                    | Michel Couillet      | PCF            | 12 848       | 27,44        | 15 730      | 32,94       |  |
|                    | Olivier Jourdain     | UNR            | 10 433       | 22,28        | 15 605      | 32,68       |  |
|                    | Édouard Delozière    | SFIO           | 8 003        | 17,09        | Retrait     | Retrait     |  |
|                    | Pierre Rigaux        | UFF            | 1 366        | 2,92         |             |             |  |
|                    |                      |                |              |              |             |             |  |
| Inscrits           | Inscrits             | Inscrits       | 57 264       | 100,00       | 57 234      | 100,00      |  |
| Abstentions        | Abstentions          | Abstentions    | 8 882        | 15,51        | 8 235       | 14,39       |  |
| Votants            | Votants              | Votants        | 48 382       | 84,49        | 48 999      | 85,61       |  |
| Blancs et nuls     | Blancs et nuls       | Blancs et nuls | 1 554        | 3,21         | 1 245       | 2,54        |  |
| Exprimés           | Exprimés             | Exprimés       | 46 828       | 96,79        | 47 754      | 97,46       |  |
| Source : Data.gouv |                      |                |              |              |             |             |  |

#### Élections de 1962
| Candidat           | Candidat                 | Parti          | Premier tour | Premier tour | Second tour | Second tour |  |
| Candidat           | Candidat                 | Parti          | Voix         | %            | Voix        | %           |  |
| ------------------ | ------------------------ | -------------- | ------------ | ------------ | ----------- | ----------- |  |
|                    | Michel Couillet élu      | PCF            | 13 175       | 29,85        | 18 923      | 40,47       |  |
|                    | Marcelle Delabie sortant | Radsoc         | 11 527       | 26,12        | 13 786      | 29,49       |  |
|                    | Charles Bignon           | RI             | 10 692       | 24,22        | 14 045      | 30,04       |  |
|                    | Charles Dufour           | SFIO           | 6 547        | 14,83        | Retrait     | Retrait     |  |
|                    | Pierre Bernard           | MRP            | 2 197        | 4,98         |             |             |  |
|                    |                          |                |              |              |             |             |  |
| Inscrits           | Inscrits                 | Inscrits       | 56 615       | 100,00       | 56 696      | 100,00      |  |
| Abstentions        | Abstentions              | Abstentions    | 11 112       | 19,63        | 8 931       | 15,75       |  |
| Votants            | Votants                  | Votants        | 45 503       | 80,37        | 47 765      | 84,25       |  |
| Blancs et nuls     | Blancs et nuls           | Blancs et nuls | 1 365        | 3            | 1 011       | 2,12        |  |
| Exprimés           | Exprimés                 | Exprimés       | 44 138       | 97           | 46 754      | 97,88       |  |
| Source : Data.gouv |                          |                |              |              |             |             |  |

Le suppléant de Michel Couillet était René Jacob, exploitant agricole, maire d'Érondelle.

#### Élections législatives de 1967
| Candidat           | Candidat                      | Parti          | Premier tour | Premier tour | Second tour | Second tour |  |
| Candidat           | Candidat                      | Parti          | Voix         | %            | Voix        | %           |  |
| ------------------ | ----------------------------- | -------------- | ------------ | ------------ | ----------- | ----------- |  |
|                    | Michel Couillet sortant réélu | PCF            | 20 246       | 41,56        | 26 214      | 53,41       |  |
|                    | Charles Bignon                | RI             | 19 128       | 39,26        | 22 867      | 46,59       |  |
|                    | Richard Mazaudet              | FGDS (Radical) | 9 344        | 19,18        | Retrait     | Retrait     |  |
|                    |                               |                |              |              |             |             |  |
| Inscrits           | Inscrits                      | Inscrits       | 56 737       | 100,00       | 56 723      | 100,00      |  |
| Abstentions        | Abstentions                   | Abstentions    | 6 601        | 11,63        | 5 985       | 10,55       |  |
| Votants            | Votants                       | Votants        | 50 136       | 88,37        | 50 738      | 89,45       |  |
| Blancs et nuls     | Blancs et nuls                | Blancs et nuls | 1 418        | 2,83         | 1 657       | 3,27        |  |
| Exprimés           | Exprimés                      | Exprimés       | 48 718       | 97,17        | 49 081      | 96,73       |  |
| Source : Data.gouv |                               |                |              |              |             |             |  |

Le suppléant de Michel Couillet était René Jacob.

#### Élections de 1968
| Candidat           | Candidat                | Parti          | Premier tour | Premier tour | Second tour | Second tour |  |
| Candidat           | Candidat                | Parti          | Voix         | %            | Voix        | %           |  |
| ------------------ | ----------------------- | -------------- | ------------ | ------------ | ----------- | ----------- |  |
|                    | Charles Bignon élu      | RI (UDR)       | 19 792       | 39,83        | 26 470      | 53,10       |  |
|                    | Michel Couillet sortant | PCF            | 18 719       | 37,67        | 23 376      | 46,90       |  |
|                    | Gabrielle Scellier      | CD (PDM)       | 7 230        | 14,55        | Retrait     | Retrait     |  |
|                    | Richard Mazaudet        | FGDS (Radical) | 3 949        | 7,95         |             |             |  |
|                    |                         |                |              |              |             |             |  |
| Inscrits           | Inscrits                | Inscrits       | 56 926       | 100,00       | 56 905      | 100,00      |  |
| Abstentions        | Abstentions             | Abstentions    | 6 450        | 11,33        | 5 756       | 10,12       |  |
| Votants            | Votants                 | Votants        | 50 476       | 88,67        | 51 149      | 89,88       |  |
| Blancs et nuls     | Blancs et nuls          | Blancs et nuls | 786          | 1,56         | 1 303       | 2,55        |  |
| Exprimés           | Exprimés                | Exprimés       | 49 690       | 98,44        | 49 846      | 97,45       |  |
| Source : Data.gouv |                         |                |              |              |             |             |  |

Le suppléant de Charles Bignon était René Dentin, exploitant agricole, conseiller municipal de Bourseville.

#### Élections de 1973
| Candidat           | Candidat                     | Parti          | Premier tour | Premier tour | Second tour | Second tour |  |
| Candidat           | Candidat                     | Parti          | Voix         | %            | Voix        | %           |  |
| ------------------ | ---------------------------- | -------------- | ------------ | ------------ | ----------- | ----------- |  |
|                    | Charles Bignon sortant réélu | UDR (URP)      | 20 448       | 38,57        | 27 155      | 50,82       |  |
|                    | Michel Couillet              | PCF            | 19 371       | 36,54        | 26 275      | 49,18       |  |
|                    | Serge Delignières            | PS (UGSD)      | 6 242        | 11,77        | Retrait     | Retrait     |  |
|                    | Jean Bouly                   | MR             | 5 950        | 11,22        |             |             |  |
|                    | Dominique Van Autryve        | Divers droite  | 1 009        | 1,9          |             |             |  |
|                    |                              |                |              |              |             |             |  |
| Inscrits           | Inscrits                     | Inscrits       | 60 405       | 100,00       | 60 387      | 100,00      |  |
| Abstentions        | Abstentions                  | Abstentions    | 6 170        | 10,21        | 5 214       | 8,63        |  |
| Votants            | Votants                      | Votants        | 54 235       | 89,79        | 55 173      | 91,37       |  |
| Blancs et nuls     | Blancs et nuls               | Blancs et nuls | 1 215        | 2,24         | 1 743       | 3,16        |  |
| Exprimés           | Exprimés                     | Exprimés       | 53 020       | 97,76        | 53 430      | 96,84       |  |
| Source : Data.gouv |                              |                |              |              |             |             |  |

Le suppléant de Charles Bignon était Jean-Michel Montaille, Premier adjoint au maire d'Ault.

#### Élections de 1978
| Candidat           | Candidat               | Parti          | Premier tour | Premier tour | Second tour | Second tour |  |
| Candidat           | Candidat               | Parti          | Voix         | %            | Voix        | %           |  |
| ------------------ | ---------------------- | -------------- | ------------ | ------------ | ----------- | ----------- |  |
|                    | Charles Bignon sortant | RPR            | 23 626       | 38,49        | 30 693      | 49,15       |  |
|                    | Michel Couillet élu    | PCF            | 21 108       | 34,39        | 31 758      | 50,85       |  |
|                    | Pierre Hiard           | PS             | 9 742        | 15,87        | Retrait     | Retrait     |  |
|                    | Roger Castel           | UDF (CDS)      | 4 570        | 7,45         |             |             |  |
|                    | Danièle Bourdessoule   | LO             | 1 496        | 2,44         |             |             |  |
|                    | José Faure             | MRG            | 834          | 1,36         |             |             |  |
|                    |                        |                |              |              |             |             |  |
| Inscrits           | Inscrits               | Inscrits       | 68 997       | 100,00       | 68 988      | 100,00      |  |
| Abstentions        | Abstentions            | Abstentions    | 6 470        | 9,38         | 4 965       | 7,2         |  |
| Votants            | Votants                | Votants        | 62 527       | 90,62        | 64 023      | 92,8        |  |
| Blancs et nuls     | Blancs et nuls         | Blancs et nuls | 1 151        | 1,84         | 1 572       | 2,46        |  |
| Exprimés           | Exprimés               | Exprimés       | 61 376       | 98,16        | 62 451      | 97,54       |  |
| Source : Data.gouv |                        |                |              |              |             |             |  |

Le suppléant de Michel Couillet était René Régnier.

#### Élections de 1981
| Candidat              | Candidat                      | Parti          | Premier tour | Premier tour | Second tour | Second tour |  |
| Candidat              | Candidat                      | Parti          | Voix         | %            | Voix        | %           |  |
| --------------------- | ----------------------------- | -------------- | ------------ | ------------ | ----------- | ----------- |  |
|                       | Jérôme Bignon                 | RPR (UNM)      | 24 108       | 41,57        | 29 073      | 48,30       |  |
|                       | Michel Couillet sortant réélu | PCF            | 19 144       | 33,01        | 31 123      | 51,70       |  |
|                       | Pierre Hiard                  | PS             | 13 898       | 23,96        | Retrait     | Retrait     |  |
|                       | José Faure                    | MRG            | 847          | 1,46         |             |             |  |
|                       |                               |                |              |              |             |             |  |
| Inscrits              | Inscrits                      | Inscrits       | 71 010       | 100,00       | 71 002      | 100,00      |  |
| Abstentions           | Abstentions                   | Abstentions    | 12 192       | 17,17        | 9 046       | 12,74       |  |
| Votants               | Votants                       | Votants        | 58 818       | 82,83        | 61 956      | 87,26       |  |
| Blancs et nuls        | Blancs et nuls                | Blancs et nuls | 821          | 1,4          | 1 760       | 2,84        |  |
| Exprimés              | Exprimés                      | Exprimés       | 57 997       | 98,6         | 60 196      | 97,16       |  |
| Source : Data.gouv.fr |                               |                |              |              |             |             |  |

Le suppléant de Michel Couillet était René Régnier, professeur, conseiller général, maire de Ville-le-Marclet.

### Depuis le redécoupage de 1986
Voici la liste des résultats des élections législatives dans la circonscription depuis le découpage électoral de 1986

#### Élections de 1988
| Candidat                                  | Candidat                | Parti          | Premier tour | Premier tour | Second tour | Second tour |  |
| Candidat                                  | Candidat                | Parti          | Voix         | %            | Voix        | %           |  |
| ----------------------------------------- | ----------------------- | -------------- | ------------ | ------------ | ----------- | ----------- |  |
|                                           | Jérôme Bignon           | RPR (URC)      | 18 881       | 38,85        | 23 774      | 46,27       |  |
|                                           | Pierre Hiard élu        | PS             | 15 849       | 32,61        | 27 607      | 53,73       |  |
|                                           | Jacques Pecquery        | PCF            | 11 157       | 22,96        | Retrait     | Retrait     |  |
|                                           | Christian de la Mettrie | FN             | 2 715        | 5,59         |             |             |  |
|                                           |                         |                |              |              |             |             |  |
| Inscrits                                  | Inscrits                | Inscrits       | 64 315       | 100,00       | 64 280      | 100,00      |  |
| Abstentions                               | Abstentions             | Abstentions    | 14 479       | 22,51        | 11 133      | 17,32       |  |
| Votants                                   | Votants                 | Votants        | 49 836       | 77,49        | 53 147      | 82,68       |  |
| Blancs et nuls                            | Blancs et nuls          | Blancs et nuls | 1 234        | 2,48         | 1 766       | 3,32        |  |
| Exprimés                                  | Exprimés                | Exprimés       | 48 602       | 97,52        | 51 381      | 96,68       |  |
| Source : Le Monde du 6 juin 1988, page 29 |                         |                |              |              |             |             |  |

Le suppléant de Pierre Hiard était Jean-Luc Lefebvre, maire adjoint d'Airaines.

#### Élections de 1993
| Candidat       | Candidat                  | Parti          | Premier tour | Premier tour | Second tour | Second tour |  |
| Candidat       | Candidat                  | Parti          | Voix         | %            | Voix        | %           |  |
| -------------- | ------------------------- | -------------- | ------------ | ------------ | ----------- | ----------- |  |
|                | Jérôme Bignon élu         | RPR (UPF)      | 19 336       | 40,69        | 26 438      | 54,73       |  |
|                | Jacques Pécquery          | PCF            | 9 691        | 20,39        | 21 867      | 45,27       |  |
|                | Pierre Hiard sortant      | PS (ADFP)      | 8 229        | 17,32        | Retrait     | Retrait     |  |
|                | Jacqueline Bricour        | FN             | 4 223        | 8,89         |             |             |  |
|                | Jacky Mouillard           | Divers         | 2 370        | 4,99         |             |             |  |
|                | Jacques Marchand          | GÉ (EÉ)        | 2 111        | 4;44         |             |             |  |
|                | Nathalie Auxire-Guglielmi | LT-LNÉ         | 1 565        | 3,29         |             |             |  |
|                |                           |                |              |              |             |             |  |
| Inscrits       | Inscrits                  | Inscrits       | 65 163       | 100,00       | 65 134      | 100,00      |  |
| Abstentions    | Abstentions               | Abstentions    | 14 636       | 22,46        | 13 213      | 20,29       |  |
| Votants        | Votants                   | Votants        | 50 527       | 77,54        | 51 921      | 79,71       |  |
| Blancs et nuls | Blancs et nuls            | Blancs et nuls | 3 002        | 5,94         | 3 616       | 6,96        |  |
| Exprimés       | Exprimés                  | Exprimés       | 47 525       | 94,06        | 48 305      | 93,04       |  |

La suppléante de Jérôme Bignon était Yvonne Perruchot, proviseure de lycée.

#### Élections de 1997
| Candidat       | Candidat              | Parti          | Premier tour | Premier tour | Second tour | Second tour |  |
| Candidat       | Candidat              | Parti          | Voix         | %            | Voix        | %           |  |
| -------------- | --------------------- | -------------- | ------------ | ------------ | ----------- | ----------- |  |
|                | Jérôme Bignon sortant | RPR            | 16 653       | 34,02        | 23 802      | 46,18       |  |
|                | Vincent Peillon élu   | PS             | 11 852       | 24,21        | 27 737      | 53,82       |  |
|                | Jacques Pécquery      | PCF            | 10 562       | 21,57        | Retrait     | Retrait     |  |
|                | Claude Dauby          | FN             | 5 327        | 10,88        |             |             |  |
|                | Marc Pailler          | LO             | 1 540        | 3,15         |             |             |  |
|                | Jacques Marchand      | Les Verts      | 1 281        | 2,62         |             |             |  |
|                | François Bernier      | LDI (MPF)      | 901          | 1,84         |             |             |  |
|                | Éric Darras           | MÉI            | 841          | 1,72         |             |             |  |
|                |                       |                |              |              |             |             |  |
| Inscrits       | Inscrits              | Inscrits       | 65 095       | 100,00       | 65 083      | 100,00      |  |
| Abstentions    | Abstentions           | Abstentions    | 13 675       | 21,01        | 11 063      | 17          |  |
| Votants        | Votants               | Votants        | 51 420       | 78,99        | 54 020      | 83          |  |
| Blancs et nuls | Blancs et nuls        | Blancs et nuls | 2 463        | 4,79         | 2 481       | 4,59        |  |
| Exprimés       | Exprimés              | Exprimés       | 48 957       | 95,21        | 51 539      | 95,41       |  |

Le suppléant de Vincent Peillon était Marc Dejean, de Oisemont, directeur d'école honoraire, élu maire de Oisemont en 2001.

#### Élections de 2002
| Candidat       | Candidat                | Parti            | Premier tour | Premier tour | Second tour | Second tour |  |
| Candidat       | Candidat                | Parti            | Voix         | %            | Voix        | %           |  |
| -------------- | ----------------------- | ---------------- | ------------ | ------------ | ----------- | ----------- |  |
|                | Jérôme Bignon élu       | UMP              | 15 785       | 33,07        | 24 396      | 52,46       |  |
|                | Vincent Peillon sortant | PS               | 12 309       | 25,79        | 22 106      | 47,54       |  |
|                | Nicolas Lottin          | CPNT             | 6 986        | 14,63        |             |             |  |
|                | Guy Roussel             | PCF              | 5 597        | 11,72        |             |             |  |
|                | Catherine Lengele       | FN               | 4 099        | 8,59         |             |             |  |
|                | Pascale Georget         | LO               | 682          | 1,43         |             |             |  |
|                | Jacques Rohr            | Divers           | 598          | 1,25         |             |             |  |
|                | Jacqueline de Poorter   | Les Verts        | 543          | 1,14         |             |             |  |
|                | Lydie Eyckmans          | LCR              | 475          | 1,00         |             |             |  |
|                | Max Benoit              | Pôle républicain | 465          | 00,97        |             |             |  |
|                | Claude Dauby            | MNR              | 198          | 00,41        |             |             |  |
|                |                         |                  |              |              |             |             |  |
| Inscrits       | Inscrits                | Inscrits         | 67 678       | 100,00       | 67 676      | 100,00      |  |
| Abstentions    | Abstentions             | Abstentions      | 18 201       | 26,89        | 18 727      | 27,67       |  |
| Votants        | Votants                 | Votants          | 49 477       | 73,11        | 48 949      | 72,33       |  |
| Blancs et nuls | Blancs et nuls          | Blancs et nuls   | 1 740        | 3,52         | 2 447       | 5,00        |  |
| Exprimés       | Exprimés                | Exprimés         | 47 737       | 69,59        | 46 502      | 67,33       |  |

La suppléante de Jérôme Bignon était Brigitte Firmin, éducatrice spécialisée, coordinatrice de circonscription d'action sociale, conseillère municipale de Vaux-Marquenneville.

#### Élections de 2007
| Candidat       | Candidat                    | Parti                | Premier tour | Premier tour | Second tour | Second tour |  |
| Candidat       | Candidat                    | Parti                | Voix         | %            | Voix        | %           |  |
| -------------- | --------------------------- | -------------------- | ------------ | ------------ | ----------- | ----------- |  |
|                | Jérôme Bignon sortant réélu | UMP                  | 18 789       | 40,65        | 23 703      | 50,15       |  |
|                | Vincent Peillon             | PS                   | 13 665       | 29,56        | 23 560      | 49,85       |  |
|                | Jacques Pecquery            | PCF                  | 4 539        | 9,82         |             |             |  |
|                | Nathalie Huiart             | CPNT                 | 3 192        | 6,91         |             |             |  |
|                | Chantal Joly                | FN                   | 2 149        | 4,65         |             |             |  |
|                | Claude Thuilliez            | UDF–MoDem            | 1 109        | 2,40         |             |             |  |
|                | Sylvie Amestoy              | Extrême gauche (LCR) | 864          | 1,87         |             |             |  |
|                | Émilie Thérouin             | Les Verts            | 621          | 1,34         |             |             |  |
|                | Caroline Derec              | Extrême gauche (LO)  | 536          | 1,16         |             |             |  |
|                | Geneviève Giret             | MPF                  | 330          | 0,71         |             |             |  |
|                | Marie-Paule Michaud         | Extrême droite (MNR) | 230          | 0,50         |             |             |  |
|                | Véronique Viltart           | Divers               | 203          | 0,44         |             |             |  |
|                |                             |                      |              |              |             |             |  |
| Inscrits       | Inscrits                    | Inscrits             | 68 506       | 100,00       | 68 485      | 100,00      |  |
| Abstentions    | Abstentions                 | Abstentions          | 21 084       | 30,78        | 19 374      | 28,29       |  |
| Votants        | Votants                     | Votants              | 47 422       | 69,22        | 49 111      | 71,71       |  |
| Blancs et nuls | Blancs et nuls              | Blancs et nuls       | 1 195        | 2,52         | 1 848       | 3,76        |  |
| Exprimés       | Exprimés                    | Exprimés             | 46 227       | 97,48        | 47 263      | 96,24       |  |

#### Élections de 2012
| Candidat       | Candidat                | Parti          | Premier tour | Premier tour | Second tour | Second tour |  |
| Candidat       | Candidat                | Parti          | Voix         | %            | Voix        | %           |  |
| -------------- | ----------------------- | -------------- | ------------ | ------------ | ----------- | ----------- |  |
|                | Jean-Claude Buisine élu | PS             | 16 753       | 31,14        | 27 274      | 51,80       |  |
|                | Jérôme Bignon sortant   | UMP            | 16 646       | 30,94        | 25 376      | 48,20       |  |
|                | Nathalie Huiart         | RBM            | 9 881        | 18,37        |             |             |  |
|                | David Lefèvre           | MoDem          | 3 456        | 6,42         |             |             |  |
|                | Jacques Pecquery        | COM            | 3 331        | 6,19         |             |             |  |
|                | Colette Durot           | FG (PCF)       | 2 550        | 4,74         |             |             |  |
|                | Franck Moncomble        | EÉLV           | 616          | 1,14         |             |             |  |
|                | Laurence Acoulon        | LO             | 264          | 0,49         |             |             |  |
|                | Sylvie Delsart          | SÉGA           | 207          | 0,38         |             |             |  |
|                | Gérard Tabary           | LT-LNÉ         | 98           | 0,18         |             |             |  |
|                |                         |                |              |              |             |             |  |
| Inscrits       | Inscrits                | Inscrits       | 84 696       | 100,00       | 84 660      | 100,00      |  |
| Abstentions    | Abstentions             | Abstentions    | 29 716       | 35,09        | 29 567      | 34,92       |  |
| Votants        | Votants                 | Votants        | 54 980       | 64,91        | 55 093      | 65,08       |  |
| Blancs et nuls | Blancs et nuls          | Blancs et nuls | 1 178        | 2,14         | 2 443       | 4,43        |  |
| Exprimés       | Exprimés                | Exprimés       | 53 802       | 97,86        | 52 650      | 95,57       |  |

#### Élections de 2017
|                                                                           |                                                                                       |                           |                           |                          |                          |
|                                                                           |                                                                                       | Premier tour 11 juin 2017 | Premier tour 11 juin 2017 | Second tour 18 juin 2017 | Second tour 18 juin 2017 |
|                                                                           |                                                                                       |                           |                           |                          |                          |
|                                                                           |                                                                                       | Nombre                    | % des inscrits            | Nombre                   | % des inscrits           |
| Inscrits                                                                  | Inscrits                                                                              | 83 773                    | 100,00                    | 83 768                   | 100,00                   |
| Abstentions                                                               | Abstentions                                                                           | 37 993                    | 45,35                     | 43 931                   | 52,44                    |
| Votants                                                                   | Votants                                                                               | 45 780                    | 54,65                     | 39 837                   | 47,56                    |
|                                                                           |                                                                                       |                           | % des votants             |                          | % des votants            |
| Bulletins blancs                                                          | Bulletins blancs                                                                      | 1 149                     | 2,51                      | 3 721                    | 9,34                     |
| Bulletins nuls                                                            | Bulletins nuls                                                                        | 356                       | 0,78                      | 1 714                    | 4,30                     |
| Suffrages exprimés                                                        | Suffrages exprimés                                                                    | 44 275                    | 96,71                     | 34 402                   | 86,36                    |
|                                                                           |                                                                                       |                           |                           |                          |                          |
| Candidat Étiquette politique (partis et alliances)                        | Candidat Étiquette politique (partis et alliances)                                    | Voix                      | % des exprimés            | Voix                     | % des exprimés           |
|                                                                           |                                                                                       |                           |                           |                          |                          |
|                                                                           | Bruno Mariage La République en marche                                                 | 11 552                    | 26,09                     | 13 714                   | 39,86                    |
|                                                                           | Emmanuel Maquet Les Républicains (Union des démocrates et indépendants)               | 9 711                     | 21,93                     | 20 688                   | 60,14                    |
|                                                                           | Patricia Chagnon Front national                                                       | 9 592                     | 21,66                     |                          |                          |
|                                                                           | Isabelle Brusadelli-Dorion La France insoumise                                        | 5 349                     | 12,08                     |                          |                          |
|                                                                           | Jean-Claude Buisine (député sortant) Parti socialiste (diss.)                         | 2 658                     | 6,00                      |                          |                          |
|                                                                           | Arnaud Petit Parti communiste français (Parti socialiste - Europe Écologie Les Verts) | 2 642                     | 5,97                      |                          |                          |
|                                                                           | Nicolas Lottin Debout la France                                                       | 1 228                     | 2,77                      |                          |                          |
|                                                                           | Anne Lengelé Extrême droite (Union des patriotes - Parti de la France)                | 677                       | 1,53                      |                          |                          |
|                                                                           | Rémy Chassoulier Lutte ouvrière                                                       | 376                       | 0,85                      |                          |                          |
|                                                                           | David Mongin Divers (Parti des citoyens européens)                                    | 271                       | 0,61                      |                          |                          |
|                                                                           | Dominique Ledet Divers (Union populaire républicaine)                                 | 219                       | 0,49                      |                          |                          |
| Source : Ministère de l'Intérieur - Troisième circonscription de la Somme |                                                                                       |                           |                           |                          |                          |

#### Élections de 2022
Les élections législatives françaises de 2022 se déroulent les dimanches 12 et 19 juin 2022.
|                                                    |                                                                                         |                           |                           |                          |                          |
|                                                    |                                                                                         | Premier tour 12 juin 2022 | Premier tour 12 juin 2022 | Second tour 19 juin 2022 | Second tour 19 juin 2022 |
|                                                    |                                                                                         |                           |                           |                          |                          |
|                                                    |                                                                                         | Nombre                    | % des inscrits            | Nombre                   | % des inscrits           |
| Inscrits                                           | Inscrits                                                                                |                           | 100                       | 82 597                   | 100                      |
| Abstentions                                        | Abstentions                                                                             |                           | 47,33                     | 40 012                   | 48,44                    |
| Votants                                            | Votants                                                                                 |                           | 52,67                     | 42 585                   | 51,56                    |
|                                                    |                                                                                         |                           | % des votants             |                          | % des votants            |
| Bulletins blancs                                   | Bulletins blancs                                                                        |                           | 2,08                      | 2257                     | 5,30                     |
| Bulletins nuls                                     | Bulletins nuls                                                                          |                           | 0,66                      | 811                      | 1,90                     |
| Suffrages exprimés                                 | Suffrages exprimés                                                                      |                           | 97,26                     | 39 517                   | 92,80                    |
|                                                    |                                                                                         |                           |                           |                          |                          |
| Candidat Étiquette politique (partis et alliances) | Candidat Étiquette politique (partis et alliances)                                      | Voix                      | % des exprimés            | Voix                     | % des exprimés           |
|                                                    |                                                                                         |                           |                           |                          |                          |
|                                                    | Nicolas Lottin Rassemblement national                                                   | 13 091                    | 30,94                     | 18 250                   | 46,18                    |
|                                                    | Emmanuel Maquet* Les Républicains                                                       | 11 240                    | 26,57                     | 21 266                   | 53,82                    |
|                                                    | Albane Branlant La République en marche (Ensemble)                                      | 7 490                     | 17,70                     |                          |                          |
|                                                    | Arnaud Petit Parti communiste français (Nouvelle Union populaire écologique et sociale) | 7 058                     | 16,68                     |                          |                          |
|                                                    | François Miramont Reconquête                                                            | 1 110                     | 2,62                      |                          |                          |
|                                                    | Michel Valet Lutte ouvrière                                                             | 607                       | 1,43                      |                          |                          |
|                                                    | Frédéric Devaux Parti animaliste                                                        | 543                       | 1,28                      |                          |                          |
|                                                    | David Mongin Divers gauche                                                              | 520                       | 1,23                      |                          |                          |
|                                                    | Anabelle Ponsard Les Patriotes                                                          | 351                       | 0,83                      |                          |                          |
|                                                    | Marine Massonneau Divers centre                                                         | 300                       | 0,71                      |                          |                          |
|                                                    | Marianne Finel Divers gauche                                                            | 0                         | 0,00                      |                          |                          |
| * Député sortant                                   |                                                                                         |                           |                           |                          |                          |

#### Élections de 2024
| Candidat                 | Candidat                 | Parti et coalition       | Nuance                   | Premier tour | Premier tour | Second tour | Second tour |
| Candidat                 | Candidat                 | Parti et coalition       | Nuance                   | Voix         | %            | Voix        | %           |
| ------------------------ | ------------------------ | ------------------------ | ------------------------ | ------------ | ------------ | ----------- | ----------- |
|                          | Matthias Renault         | RN                       | RN                       | 27 277       | 48,90        | 29 876      | 54,07       |
|                          | Emmanuel Maquet          | LR (UDC)                 | LR                       | 15 449       | 27,70        | 25 383      | 45,93       |
|                          | Léon Deffontaines        | PCF (NFP)                | UG                       | 8 385        | 15,03        |             |             |
|                          | Bruno Mariage            | HOR (ENS)                | ENS                      | 3 490        | 6,26         |             |             |
|                          | Michel Valet             | LO                       | EXG                      | 589          | 1,06         |             |             |
|                          | Sylvie Bruhat            | REC                      | REC                      | 370          | 0,66         |             |             |
|                          | Noé Boxoën               | AC (LC)                  | DSV                      | 217          | 0,39         |             |             |
|                          |                          |                          |                          |              |              |             |             |
| Suffrages exprimés       | Suffrages exprimés       | Suffrages exprimés       | Suffrages exprimés       | 55 777       | 97,08        | 55 259      | 95,51       |
| Votes blancs             | Votes blancs             | Votes blancs             | Votes blancs             | 1 128        | 1,96         | 1 864       | 3,22        |
| Votes nuls               | Votes nuls               | Votes nuls               | Votes nuls               | 549          | 0,96         | 734         | 1,27        |
| Total                    | Total                    | Total                    | Total                    | 57 454       | 100          | 57 857      | 100         |
| Abstention               | Abstention               | Abstention               | Abstention               | 24 569       | 29,95        | 24 166      | 29,46       |
| Inscrits / participation | Inscrits / participation | Inscrits / participation | Inscrits / participation | 82 023       | 70,05        | 82 023      | 70,54       |

#### Département de la Somme
- La fiche de l'INSEE de cette circonscription : « Tableaux et Analyses de la troisième circonscription de la Somme », sur insee.fr, site de l'Institut national de la statistique et des études économiques (consulté le 10 juin 2007) [PDF]

- « Tous les députés du département de la Somme depuis 1789 » [archive du 30 septembre 2007], sur assemblee-nationale.fr, site de l'Assemblée nationale française (consulté le 10 juin 2007)

- « Informations contentieuses sur le département de la Somme (Élections législatives de 2002) »(Archive.org • Wikiwix • Archive.is • Google • Que faire ?), sur conseil-constitutionnel.fr, site du Conseil constitutionnel (consulté le 13 juin 2007)

#### Circonscriptions en France
- « Carte des circonscriptions législatives en France », sur assemblee-nationale.fr, site de l'Assemblée nationale française (consulté le 10 juin 2007)

- « Résultats électoraux officiels en France »(Archive.org • Wikiwix • Archive.is • Google • Que faire ?), sur interieur.gouv.fr, site du ministère de l'Intérieur (France) (consulté le 13 juin 2007)

- Description et Atlas des circonscriptions électorales de France sur http://www.atlaspol.com, Atlaspol, site de cartographie géopolitique, consulté le 13 juin 2007.